# 3315 Chant
3315 Chant (1984 CZ) là một tiểu hành tinh vành đai chính được phát hiện ngày 8 tháng 2 năm 1984 bởi Bowell, E. ở Flagstaff (AM).